# 伊藤進 (法学者)
伊藤 進（いとう すすむ、1936年3月17日 - ）は、日本の法学者、弁護士。明治大学名誉教授。専攻は民法、教育法、消費者法、金融法。

## 略歴
大阪府松原市出身。明治大学へ進学し、山手学舎で学生生活を送る。1958年に同大学法学部卒業後、1960年に同大学法学研究科修士課程を修了する。その後、同大学法学部専任講師、助教授を経て、教授に昇格した。法学部長、法科大学院長などを務める。1997年に弁護士登録をした。2006年に明治大学を退職後は、駿河台大学法科大学院教授に就任した。2012年明治大学より博士（法学）を授与される（論文タイトルは『代理法理の研究』）。2015年春の叙勲で瑞宝中綬章受章。

## 社会活動
日本学術会議会員、日本教育法学会会長、司法試験考査委員、日本弁護士連合会綱紀委員、東京弁護士会資格審査委員、神奈川県消費生活審議会会長などを歴任した。また、企業の監査役なども務めた。

## 著書

### 単著
- 『銀行取引と債権担保』（経済法令研究会, 1977年）
- 『不法行為法の現代的課題』（総合労働研究所, 1980）
- 『学校事故の法律問題』（三省堂, 1983年）
- 『私法研究（第1巻）』（成文堂, 1984年）
- 『担保法概説』（啓文社, 1984年）
- 『私法研究（第2巻）』（成文堂, 1990年）
- 『信用保証協会保証法概論』（信山社出版, 1992年）
- 『民法論（上）（下）』（信山社出版, 1994年）
- 『物的担保論』（信山社出版, 1994年）
- 『権利移転型担保論』（信山社出版, 1995年）
- 『債権消滅論』（信山社出版, 1996年）
- 『保証・人的担保論』（信山社出版, 1996）
- 『リース・貸借契約論』（信山社出版, 1996年）
- 『製造物責任・消費者保護法制論』（信山社出版, 1998年）
- 『消費者私法論』（信山社出版, 1998年）
- 『公害・不法行為論』（信山社出版, 2000年）
- 『教育私法論』（信山社出版, 2000年）
- 『学校事故賠償責任法理』（信山社出版, 2000年）
- 『司法試験論文本試験過去問民法』（辰已法律研究所, 2000年/2004年）
- 『民法の底力』（辰已法律研究所, 2003年）
- 『民事執行手続参加と消滅時効中断効』（商事法務, 2004年）
- 『抵当権制度論』（信山社出版, 2005年）
- 『担保制度論』（信山社出版, 2005年）

### 共著
- 『消費者の権利』（有斐閣, 1976年）
- 『民法講義ノート（1）』（有斐閣, 1979年）
- 『解説学校事故』（三省堂, 1992年）
- 『テキストブック消費者法』（日本評論社, 1995年/2000年/2006年）

### 共編著
- 『子供の事故に備える法』（有斐閣, 1973年）
- 『必携学校事故ハンドブック』（総合労働研究所, 1978年）
- 『子どもの安全白書』（総合労働研究所, 1980年）
- 『契約法』（学陽書房,1984年）
- 『債権法』（一粒社, 1988年）
- 『逐条民法特別法講座（5）（9）』（ぎょうせい, 1988年）
- 『農業労働災害補償』（三省堂, 1990年）
- 『農業労働災害の安全規制と補償制度』（第一法規出版, 1992年）
- 『民法（1）』（北樹出版, 1994年）
- 『公序良俗違反の研究』（日本評論社, 1995年）
- 『逐条民法特別法講座（8）』（ぎょうせい, 1995年）
- 『民法（2）（3）（4）』（北樹出版, 1996年）
- 『現代取引法の基礎的課題』（有斐閣, 1999年）
- 『民法（5）』（北樹出版, 2003年）
- 『民法判例演習』（北樹出版, 2005年）
- 『法人保証の研究』（有斐閣, 2005年）
- 『コンプライアンスのための金融取引ルールブック』（銀行研修社, 2006年）
- 『金融法務辞典』（銀行研修社, 2007年）

### 監修
- 『新成年後見制度と銀行取引Q&A』（BSIエデュケーション, 2000年）